# Maguindanaon
Die Maguindanaon (auch: Magindanaon) sind eine philippinische Volksgruppe, die hauptsächlich auf der südphilippinischen Insel Mindanao lebt.
Beim Zensus 1980 wurden die Anzahl von 644.548 Menschen ermittelt.

## Name
Das Wort „danau“ bedeutet „Überflutung“ – „magindanao“ ist eine Verkürzung von „mag inged sa danao“ – also „die am überfluteten Platz leben“.
Der Name Magindanaon kann übersetzt werden mit „Volk vom Überschwemmungsland“.

## Gebiet
Die Maguindanaon leben im Cotabato-Becken, das vom Fluss Mindanao River (oder Pulangi) geschaffen wurde. Heute verteilen sie sich überwiegend auf die Provinz Maguindanao, aber auch auf die Provinzen Cotabato, South Cotabato, Sultan Kudarat und Zamboanga del Sur und umfassen ungefähr 1 Million Menschen.
Sie lassen sich in zwei Hauptgruppen mit eigenen Dialekten unterteilen:
- Die „Tau-sa Ilud“ – Volk des unteren Tals
- Die „Tau-sa Laya“ – Volk des oberen Tals[3]

Die meisten Maguindanaon sind sunnitische Muslime. Sie sprechen die nach ihnen benannte Sprache Maguindanaon (auch: Maguindanao oder Magindanawn), die zum malayo-polynesischen Sprachzweig der austronesischen Sprachfamilie gehört.
Die Maguindanaon gehören zu den Moros, wie die philippinischen Muslime zusammengefasst genannt werden.

## Geschichte
Zumeist dominierten die Maguindanaon die anderen Volksgruppen des Cotabato-Beckens, die Illanun und die Tiruray.
Sie bildeten 2 Sultanate: Das Sultanat Maguindanao an der Flussmündung, heute Cotabato City, durch die „Tau-sa Ilud“ und das Sultanat von Buayan 30 km flussaufwärts, heute Datu Piang, durch die „Tau-sa Laya“. Beide Sultanate konkurrierten um die Vorherrschaft.